# Otto Kaiser
Otto Kaiser (n. 8 mai 1901, Viena, Austro-Ungaria – d. 7 iunie 1977) a fost un patinator artistic ce a reprezentat Austria, medaliat olimpic. A participat la o ediție a Jocurilor Olimpice (1928) în care a câștigat o medalie de argint.

## Participări
Lista de mai jos prezintă principalele competiții la care a participat Otto Kaiser de-a lungul carierei.
- pattinaggio di figura ai II Giochi olimpici invernali - Pattinaggio di figura a coppie[*]